# Кубок Фарерських островів з футболу 2014
Кубок Фарерських островів з футболу 2014 — 60-й розіграш кубкового футбольного турніру на Фарерських островах. Титул вчетверте здобув клуб Вікінгур.

## Календар
| Раунд            | Дата                                 |
| ---------------- | ------------------------------------ |
| Попередній раунд | 15 березня 2014                      |
| Перший раунд     | 5-6 квітня 2014                      |
| Чвертьфінали     | 27 квітня, 14 травня 2014            |
| Півфінали        | 21 травня, 5 червня - 18 червня 2014 |
| Фінал            | 30 серпня 2014                       |

## Попередній раунд
| Команда 1       | Рахунок | Команда 2      |
| --------------- | ------- | -------------- |
| 15 березня 2014 |         |                |
| Ундрід (3)      | 2:1     | Мідвагур (3)   |
| Гіза/Гойвік (4) | 2:0     | Б71 Сандур (3) |

## Перший раунд
| Команда 1       | Рахунок         | Команда 2     |
| --------------- | --------------- | ------------- |
| 5 квітня 2014   |                 |               |
| Сувурой (2)     | 0:4             | НСІ Рунавік   |
| АБ Аргир        | 1:1 дч пен. 3:1 | Творойрі (2)  |
| Вікінгур        | 2:0             | Скала         |
| Б68 Тофтір      | 8:0             | Ройн (4)      |
| Клаксвік        | 5:0             | 07 Вестур (2) |
| Гіза/Гойвік (3) | 1:6             | ЕБ/Стреймур   |
| Фуглафйордур    | 14:1            | Ундрід (3)    |
| 6 квітня 2014   |                 |               |
| ГБ Торсгавн     | 3:2             | Б36 Торсгавн  |

## Чвертьфінали
| Команда 1      | Рахунок | Команда 2    |
| -------------- | ------- | ------------ |
| 27 квітня 2014 |         |              |
| АБ Аргир       | 0:2     | ГБ Торсгавн  |
| Вікінгур       | 3:0     | Клаксвік     |
| ЕБ/Стреймур    | 4:3 дч  | НСІ Рунавік  |
| 14 травня 2014 |         |              |
| Б68 Тофтір     | 4:3     | Фуглафйордур |

## Півфінали
| Команда 1                | Заг. | Команда 2   | 1-й матч | 2-й матч |
| ------------------------ | ---- | ----------- | -------- | -------- |
| 21 травня/18 червня 2014 |      |             |          |          |
| Вікінгур (Гета)          | 4:3  | ЕБ/Стреймур | 4:1      | 0:2      |
| 5/18 червня 2014         |      |             |          |          |
| Б68 Тофтір               | 0:2  | ГБ Торсгавн | 0:1      | 0:1      |

## Фінал
| 30 серпня 2014 20:45 CET |

| ГБ Торсгавн | 0:1      | Вікінгур (Гета) |
| ----------- | -------- | --------------- |
|             | Протокол | Г.Ганссон 89'   |

| «Торсволлюр», Торсгавн Глядачів: 2 870 Арбітр: Ларс Мюллер |